# Кабанов Іван В'ячеславович
Іван В'ячеславович Кабанов (рос. Иван Вячеславович Кабанов; 22 жовтня 1996, Ола, Росія — 15 жовтня 2022, Україна) — російський офіцер, старший лейтенант ЗС РФ. Герой Російської Федерації.

## Біографія
Закінчив магаданську гімназію №13 і Далекосхідне вище загальновійськове командне училище, після чого був призначений командиром 1-го мотострілецького взводу 3-ї мотострілецької роти 2-го мотострілецького батальйону 80-ї окремої мотострілецької бригади. З 22 травня 2022 року брав участь у вторгненні в Україну. Загинув у бою. 26 жовтня 2022 року був похований на Марчеканському цвинтарі Магадану.

## Нагороди
Отримав декілька нагород, серед яких:
- Медаль «За відвагу» (посмертно)
- Звання «Герой Російської Федерації» (11 лютого 2023, посмертно) — «за мужність та героїзм, проявлені під час виконання військового обов'язку.» 22 лютого медаль «Золота зірка» була передана рідним Кабанова заступником командувача Північним флотом віцеадміралом Олегом Голубєвим і губернатором Магаданської області Сергієм Носовим.